# Private Tutor to the Duke's Daughter
«Private Tutor to the Duke's Daughter» (яп. 公女殿下の家庭教師, Kōjo Denka no Kateikyōshi, Приватний Репетитор Доньки Герцога) — серія ранобе, автором якої є Ріку Нанано. Серія вперше з'явилася на вебсайті Kakuyomu у жовтні 2017 року, а згодом була видана у друкованому форматі з ілюстраціями Кури видавництвом Fujimi Shobo, починаючи з грудня 2018 року. Манґа-адаптація, ілюстрована Тамурою Муто, почала серіалізацію на вебсайті Shōnen Ace Plus у вересні 2019 року. Аніме-телесеріал, створений Studio Blanc, був показаний у липні 2025 року.

## Сюжет
Після провалу іспиту на омріяну роботу при королівському дворі, обдарований молодий чаклун Аллен прагне лише одного — усамітнитися в простому сільському житті. На жаль для нього, він не може собі дозволити навіть квиток на потяг. Його єдине рішення — знайти роботу, але єдина зачіпка аж ніяк не скромна: герцогу Говарду, одному з наймогутніших дворян королівства, потрібен приватний репетитор для його доньки Тіни. Попри її академічну обдарованість, Тіна не здатна вимовити жодного заклинання. Що ще гірше, вступні іспити до престижної Королівської Академії стрімко наближаються, а магічні здібності є обов'язковими.

## Персонажі
Аллен (яп. アレン, Aren)
Сейю: Юма Учіда (вомік), Юто Уемура (аніме)
Тіна Говард (яп. ティナ・ハワード, Tina Hawādo)
Сейю: Ріна Хідака (вомік), Хіме Савада (аніме)
Еллі Вокер (яп. エリー・ウォーカー, Erī Uōkā)
Сейю: Міюрі Шімабукуро (вомік), Кьока Морія (аніме)
Лідія Лінстер (яп. リディヤ・リンスター, Ridiya Rinsutā)
Сейю: Ікумі Хасеґава (аніме)
Стелла Говард (яп. ステラ・ハワード, Sutera Hawādo)
Сейю: Інорі Мінасе (аніме)
Карен (яп. カレン, Karen)
Сейю: Амі Маешіма (аніме)
Лінн Лінстер (яп. リィネ・リンスター, Ryine Rinsutā)
Сейю: Міхо Окасакі (аніме)
Фелісія Фосс (яп. フェリシア・フォス, Ferishia Fosu)
Сейю: Кана Ханадзава (аніме)
Професор (яп. 教授, Kyōju)
Сейю: Кентаро Тоне (вомік)
Грем (яп. グラハム, Gurahamu)
Сейю: Міцукі Накамура (вомік)
Волтер (яп. ワルター, Warutā)
Сейю: Ю Вакабаяші (вомік)

## Медіа

### Ранобе
Ранобе «Приватний Репетитор Доньки Герцога» написане Ріку Нанано, серія вперше була опублікована на вебсайті Kakuyomu 6 жовтня 2017 року. Згодом серію придбало видавництво Fujimi Shobo, яке почало видавати її у друкованому форматі з ілюстраціями Кури 20 грудня 2018 року. Станом на квітень 2025 року було випущено 19 томів.
У вересні 2021 року видавництво J-Novel Club оголосило про ліцензування серії для публікації англійською мовою.

#### Томи
| №  | Назва                                                                                                 | Дата виходу       | ISBN                   |
| -- | --- | ----------------- | ---------------------- |
| 1  | Starting Magic Lessons with a Few Modest Tricks 謙虚チートな魔法授業をはじめます                      | 20 грудня 2018    | ISBN 978-4-04-073021-9 |
| 2  | Creating a New Legend with the Unbeatable Lady of the Sword 最強剣姫と新たな伝説をつくります          | 20 лютого 2019    | ISBN 978-4-04-073022-6 |
| 3  | Guiding a Lost Saint with a Magical Revolution 魔法革命で迷える聖女を導きます                         | 20 червня 2019    | ISBN 978-4-04-073221-3 |
| 4  | Saving the Kingdom over Summer Break with Ladies of Ice and Fire 氷炎の姫君と夏休みに王国を救います   | 19 жовтня 2019    | ISBN 978-4-04-073222-0 |
| 5  | The Lightning Wolf and Upheaval in the Kingdom 雷狼の妹君と王国動乱                                   | 19 березня 2020   | ISBN 978-4-04-073583-2 |
| 6  | The Lady of the Sword's Lament and the War in the South 慟哭の剣姫と南方戦役                          | 17 липня 2020     | ISBN 978-4-04-073584-9 |
| 7  | The Saint's Guidance and the Battle for the North 先導の聖女と北方決戦                                | 20 листопада 2020 | ISBN 978-4-04-073852-9 |
| 8  | The Second Coming of Shooting Star and the Final Showdown in the Eastern Capital 再臨の流星と東都決着 | 19 березня 2021   | ISBN 978-4-04-073853-6 |
| 9  | The Savior's Day of Rest 英雄の休息日                                                                 | 16 липня 2021     | ISBN 978-4-04-074145-1 |
| 10 | The Millennial Capital 千年の都                                                                       | 10 листопада 2021 | ISBN 978-4-04-074146-8 |
| 11 | Illusions of History 歴史の幻影                                                                       | 19 березня 2022   | ISBN 978-4-04-074477-3 |
| 12 | The Promised Garden 約束の花園                                                                        | 20 липня 2022     | ISBN 978-4-04-074478-0 |
| 13 | The Great-Tree Warden's Testament 大樹守りの遺言                                                      | 18 листопада 2022 | ISBN 978-4-04-074735-4 |
| 14 | The Angel That Broke the Star Oath 星約違いの天使                                                     | 20 квітня 2023    | ISBN 978-4-04-074736-1 |
| 15 | The Ice Wyrm That Slew Champions 英傑殺しの氷龍                                                       | 19 серпня 2023    | ISBN 978-4-04-075020-0 |
| 16 | The False God That Deceived the World 世界欺きの偽神                                                  | 20 лютого 2024    | ISBN 978-4-04-075021-7 |
| 17 | — 星継ぎし天槍                                                                                        | 20 липня 2024     | ISBN 978-4-04-075491-8 |
| 18 | — 闇射ちし神銃                                                                                        | 18 січня 2025     | ISBN 978-4-04-075731-5 |
| 19 | — 鍵護りし聖楯                                                                                        | 18 квітня 2025    | ISBN 978-4-04-075890-9 |

### Манґа
Манґа-адаптація, ілюстратором якої виступив Тамура Муто, розпочала серіалізацію на вебсайті Shōnen Ace Plus видавництва Kadokawa Shoten 13 вересня 2019 року. Станом на лютий 2024 року окремі розділи серії були зібрані в чотири томи танкобон.
На Anime Expo 2024 видавництво J-Novel Club також оголосило про ліцензування манґи для публікації англійською мовою.

#### Томи
| № | Дата виходу     | ISBN                   |
| - | --------------- | ---------------------- |
| 1 | 21 липня 2020   | ISBN 978-4-04-109454-9 |
| 2 | 25 вересня 2021 | ISBN 978-4-04-109455-6 |
| 3 | 26 квітня 2023  | ISBN 978-4-04-113036-0 |
| 4 | 26 лютого 2024  | ISBN 978-4-04-114552-4 |

### Аніме
14 жовтня 2023 року під час онлайн-трансляції «Fantasia Bunko Daikanshasai Online 2023» було анонсовано аніме-адаптацію. Пізніше було підтверджено, що це буде телевізійний серіал, виробництвом якого займеться Studio Blanc під режисурою Нобуйоші Наґаями, з Кадзуєю Ішіґурі як помічником режисера, сценаріями Меґумі Шімізу, дизайном персонажів Акіко Тойоди та музикою Кея Ханеоки. Прем'єра відбулася 5 липня 2025 року. Початковою музичною темою стане пісня «Wish for You» у виконанні Амі Маешіми, а завершальною — «Shōjo no Susume» (яп. 少女のすゝめ, «Порада дівчини») у виконанні Міхо Окасакі. Crunchyroll проводять стрімінг серіалу, а Muse Communication отримали ліцензію на серіал у Південно-Східній Азії.

## Сприйняття
Ребекка Сілверман з Anime News Network високо оцінила персонажів та окремі аспекти сюжету, водночас розкритикувавши «сцени, що межують з лоліконством». У своєму огляді Сілверман підсумувала: «Серіал не поганий, але й не особливо хороший». Шон Гаффні з A Case Suitable for Treatment похвалив історію, хоча також зазначив, що елементи гарему в ній були «незграбними».
У голосуванні «Next Big Light Novels» від BookWalker серія посіла п'яте місце у списку бункобон у 2019 році. Загальний тираж серії становить 200 000 примірників.

## Нотатки
1. ↑  Tokyo MX і BS11 вказують дату прем'єри серіалу 5 липня 2025 року о 25:30, що фактично відповідає 6 липня о 1:30 за японським часом.[38].